# King Kong (1976)
King Kong é um filme americano de 1976, do gênero aventura, dirigido por John Guillermin.

## Sinopse
Um gigantesco gorila é encontrado numa ilha do Pacífico pela tripulação do navio de uma companhia petrolífera.  Na ilha vivia uma tribo de nativos que oferecia mulheres em sacrifíco ao gorila. Os tripulantes salvam Dwan, uma sobrevivente de um naufrágio, prendem o gorila, e o levam para ser exposto em um espetáculo em Nova Iorque. Porém, ao chegar em território americano, o gorila se mostra cada vez mais agressivo e escapa, provocando terror e pânico na cidade, acabando por subir nas Torres Gêmeas com Dwan, por quem havia se afeiçoado.

## Elenco principal
- Jeff Bridges — Jack Prescott
- Charles Grodin — Fred Wilson
- Jessica Lange — Dwan
- John Randolph —  capitão Ross
- Rene Auberjonois — Roy Bagley
- Ed Lauter — Carnahan
- Rick Baker — King Kong
- Julius Harris —  Boan
- Jack O'Halloran — Joe Perko
- Dennis Fimple —  Sunfish
- Jorge Moreno — Garcia
- Mario Gallo — Timmons
- John Lone — cozinheiro chinês

## Principais prêmios e indicações
Oscar 1977 (EUA)
- Ganhou um Oscar especial pelos efeitos especiais.
- Indicado na categorias de melhor som e melhor fotografia.

Globo de Ouro 1977 (EUA)
- Vencedor na categoria de melhor revelação feminina (Jessica Lange).

Prêmio Saturno 1977 (Academy of Science Fiction, Fantasy & Horror Films, EUA)
- Ganhou um prêmio especial.

BAFTA 1977 (Reino Unido)
- Indicado na categoria de melhor desenho de produção.